# 小行星7346
小行星7346（7346 Boulanger）是一颗绕太阳运转的小行星，为主小行星带小行星。该小行星于1993年2月20日发现。

## 轨道参数
小行星7346的轨道半长轴为2.8756536 UA，离心率为0.081。